# Staffan Strand
Bo Staffan Strand, född 18 april 1976, är en svensk före detta höjdhoppare, som tävlade för Väsby IK och sedan Hässelby SK. 
I juli 2008 meddelades att han skulle lägga ned sin karriär på grund av fotskada.
Strand har två examina från University of Minnesota i elektroteknik och arbetar idag som ledare för Business Engineering på CGI Sverige.

## Meriter
- OS-sexa 2000[9]
- VM-brons inomhus: 2001[2]
- VM-sexa utomhus: 2001[10]
- EM-guld inomhus: 2002[4]
- EM-brons utomhus: 2002[3]
- VM-sexa inomhus: 2003[11]
- SM-guld: 3
- SM-silver: 3

## Karriär
Vid VM i friidrott 1997 i Aten deltog Strand, men blev utslagen i kvalet. Vid VM i friidrott 1999 i Sevilla kom han femma.
Säsongen 2000 kvalificerade han sig för höstens Grand Prix-final i Doha, Qatar, där han kom på fjärde plats på 2,25.
Vid Inomhus-VM 2001 i Lissabon tog han bronsmedalj på 2,29. Under utomhussäsongen detta år gick han vid VM i Edmonton vidare till final och kom där på en sjätte plats med 2,25. Vid EM inomhus 2002 i Wien tog han hem guldmedaljen på 2,34 före Stefan Holm. Vid EM 2002 i München kom han på tredje plats efter ryssen Yaroslav Rybakov och Stefan Holm. År 2002 deltog han för andra gången vid säsongsavslutningen på Grand Prix-tävlingarna, Grand Prix-finalen, denna gång i Paris. Han kom denna gång på en sjätteplats med 2,25.
I Paris-VM 2003 slogs han ut i kvalet efter att ha klarat 2,20.
Strand utsågs år 2000 till Stor Grabb nummer 448..

## Personliga rekord
| Utomhus - Höjdhopp – 2,32 (Nice, Frankrike 8 juli 2000) - Höjdhopp – 2,32 (Sydney, Australien 24 september 2000) - Tresteg – 15,12 (Columbus, USA 24 maj 1998) - Tresteg – 15,23 (medvind) (Göteborg 26 juli 2000) | Inomhus - Höjdhopp – 2,35 (Stockholm 6 februari 2002) |